# Vinícola Santo Emílio
A Vinícola Santo Emílio é uma vinícola brasileira localizada na Serra Catarinense, com vinhedos nas cidades de Urupema e Lages. Foi fundada em 2006 e em 2008 apresentou na Expovinis seu primeiro produto destinado ao mercado aberto: o Leopoldo, um assemblage que utiliza as uvas Cabernet Sauvignon e Merlot.